# چاینا الکترونیکس
چاینا الکترونیکس (بهچینی: 中国电子科技集团公司) یا (به‌اختصار: CETC) در سال ۲۰۰۲ به‌عنوان یک شرکت دولتی جمهوری خلق چین تأسیس شد. زمینه‌های فعالیت آنها شامل تجهیزات ارتباطی، کامپیوتر، تجهیزات الکترونیکی، توسعه نرم‌افزار، خدمات تحقیقاتی، سرمایه‌گذاری و مدیریت دارایی برای برنامه‌های کاربردی کشوری یا نظامی است.